# Riserva naturale Torbiere del Sebino
La riserva naturale Torbiere del Sebino è una delle riserve naturali regionali istituite dalla regione Lombardia.
Area naturale che ha avuto origine dall'attività di estrazione della torba, è ubicata a sud della sponda meridionale del lago d'Iseo a 185 m s.l.m e costituisce la zona umida più importante per estensione e significato ecologico della provincia di Brescia. 
Appartiene istituzionalmente alla regione Lombardia che l'ha affidata in gestione ad un consorzio tra la provincia di Brescia, la comunità montana del Sebino e i comuni sul cui territorio essa si trova: il comune di Iseo, quello di Provaglio d'Iseo e quello di Corte Franca.
È stata dichiarata "zona umida di importanza internazionale" secondo la convenzione di Ramsar, Zona Speciale di Conservazione (ZSC) e Zona di Protezione Speciale (ZPS) nell'ambito della Rete Natura 2000, è considerata un'area prioritaria per la biodiversità nella Pianura Padana lombarda. 
Importante il monastero di San Pietro in Lamosa, di ordine cluniacense nel comune di Provaglio d'Iseo.

## Storia

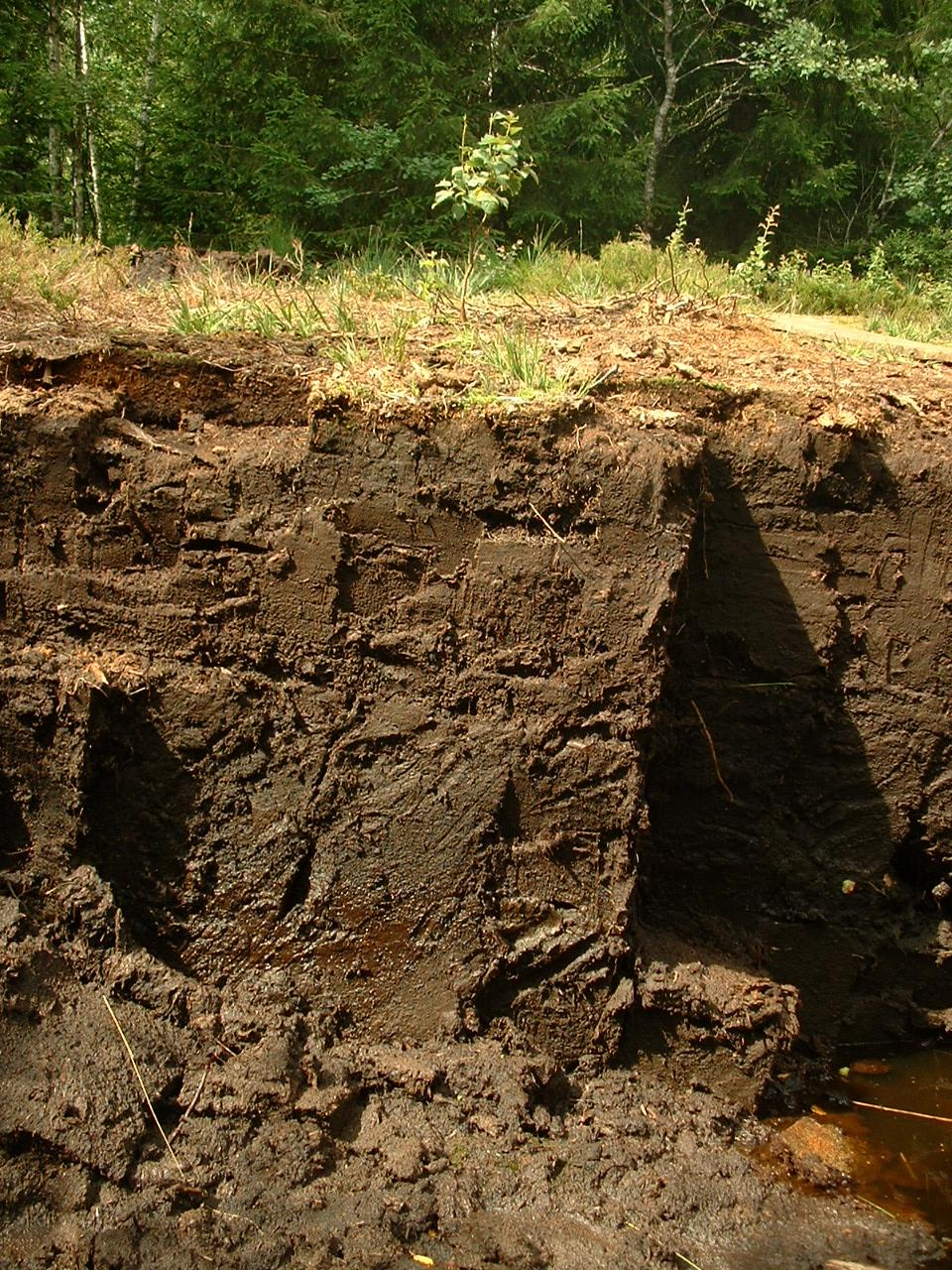
La torba

A seguito della comparsa del lago d'Iseo, avvenuta sul finire dell'ultima era geologica, il Quaternario, compresa fra settantamila e diecimila anni fa e del progressivo ritiro delle acque, nella zona a sud del Sebino rimase una depressione paludosa intermorenica caratterizzata da distese acquitrinose, che più avanti vennero chiamate Torbiere. Con il trascorrere dei millenni l'abbondante vegetazione cresciuta permise la crescita di uno spesso strato di torba, il quale andò via via sostituendosi all'acqua trasformando la zona in un'estensione di prati umidi, che venivano usati solamente per la raccolta di erbe da fare seccare e con cui poi impagliare le sedie.
Alla fine del Settecento, con la scoperta che la torba, una volta essiccata, aveva una resa calorica superiore alla legna, anche se inferiore al carbone, e con l'avvento delle prime attività industriali legate alla seta, iniziò l'estrazione massiccia della torba da utilizzarsi come combustibile nelle filande di Iseo e come combustibile per uso domestico. Durante questo periodo la torbiera era una vasta prateria acquitrinosa, produttiva di magro foraggio, in comunicazione con il lago attraverso il canale di Casa della Pesa, e periodicamente inondata durante le piene del lago. 
Fu però dalla metà dell'ottocento che iniziò lo sfruttamento del giacimento in modo massiccio quando, più precisamente nel 1862, il consorzio torinese "Società Italiana Torbe" acquistò la maggior parte delle Torbiere.
La torba divenne col passare degli anni un materiale prezioso per l'economia della zona dato che era in grado di sostituire quasi completamente l'utilizzo del carbone, per il quale l'importazione era fra l'altro molto costosa. Prima dell'avvento del petrolio e dell'energia elettrica veniva infatti utilizzata per molteplici scopi: nelle filande, nelle fornaci, come uso domestico per riscaldare le abitazioni e in alcuni casi veniva utilizzata anche per alimentare i treni della Ferrovia Brescia-Iseo-Edolo fino alla prima guerra mondiale.
La riduzione dell'interesse verso questo combustibile e la completa trasformazione di flora e fauna della zona, portarono verso il 1950 all'abbandono delle attività estrattive della torba ed iniziarono invece le operazioni di scavo per l'argilla, per la fabbricazione di mattoni. Queste operazioni terminarono negli anni settanta, a seguito dell'introduzione dei primi vincoli di salvaguardia ambientali.

### Archeologia
Con l'inizio dell'estrazione massiccia sono stati trovati numerosi reperti preistorici, trovati dal Marinoni e da Gabriele Rosa. Dal 1883 Francesco Buffoni paga i cavatori di torba perché gli portassero tutti i manufatti rinvenuti in pietra e in metallo. Purtroppo non era interessato alla ceramica, per cui tutti i reperti ceramici - che pure sono stati trovati - sono andati perduti. Un altro problema per gli studi contemporanei è dovuto al fatto che il Ruffoni si limitava alla raccolta dei reperti, senza alcuna indicazione né del luogo di provenienza né di altre informazioni utili per la ricerca.
Nel 1901 tutta la collezione viene venduta al Museo Nazionale Preistorico Etnografico “Luigi Pigorini” di Roma, dove si trova ancora oggi, mentre gli altri reperti (i primi trovati e quelli comunque non facenti parte della collezione) sono conservati al Museo Archeologico di Bergamo, al Museo Archeologico del Castello Sforzesco di Milano e a Brescia.
Grazie a questi reperti è stato possibile ricostruire il passato dell'area delle Torbere.

#### Periodo Mesolitico (8000 - 5000 a.C.)
Nel periodo Mesolitico (8000 - 5000 a.C.) popolazioni di cacciatori e pescatori nomadi vivevano seguendo la selvaggina. Nella zona tra la località San Carlo e la Stazione di Provaglio (zona sud delle Torbiere) è stato trovato un piccolo laboratorio della selce. Venivano prodotte delle punte di freccia trancianti (di forma trapezoidale), più efficaci delle punte normali per la caccia ad animali di grossa taglia.

#### Periodo neolitico (5000 - 3400 a.C.)
Nel periodo neolitico (5000 - 3400 a.C.) i cacciatori si stabilizzano in villaggi e si trasformano in agricoltori ed allevatori. Nell'area delle Torbiere vengono prodotte frecce di pietra, con punte lanceolate, trancianti o foliate e grattatoi per pulire le pelli. La selce usata per queste produzioni viene per lo più dal Monte Alto (il monte che sorge tra Adro, Corte Franca, Paratico e Capriolo), tranne una piccola parte che viene dal Monte di Iseo.

#### Età del Rame (3400 - 2200 a.C.)
Nelle Torbiere sono stati trovati lame di pugnale dell'età del Rame (3400 - 2200 a.C.), analoghi a quelli trovati a Remedello (nella bassa Bresciana) e a quello di Ötzi (o Mummia del Similaun).

#### Età del bronzo (2200 - 900 a.C.)
Nelle Torbiere c'erano delle palafitte dell'età del bronzo (2200 - 900 a.C.) nella zona dell'attuale vivaio Zanetti (non lontano dal Centro Commerciale Le Torbiere): ancora oggi in condizioni particolare è possibile vedere nell'acqua qualche traccia dei pali. Un altro villaggio era nei pressi dell'attuale cantina di Bersi Serlini (zona sud delle Torbiere), ma si trattava probabilmente di un villaggio sulle sponde, non su palafitta.
Il reperto più bello di questo periodo e della Collezione Ruffoni è un elmo di bronzo trovato in perfette condizioni dentro ad un blocco di torba. Ha dei fori laterali per agganciare dei paraguance e dei fori posteriori a cui agganciare probabilmente una coda di abbellimento. Il Ruffoni assicura che calza ancora perfettamente.
Da altri scavi si è capito che i guerrieri avevano schinieri, uno scudo, una lancia, un elmo e una corazza di cuoio.

## Territorio e morfologia

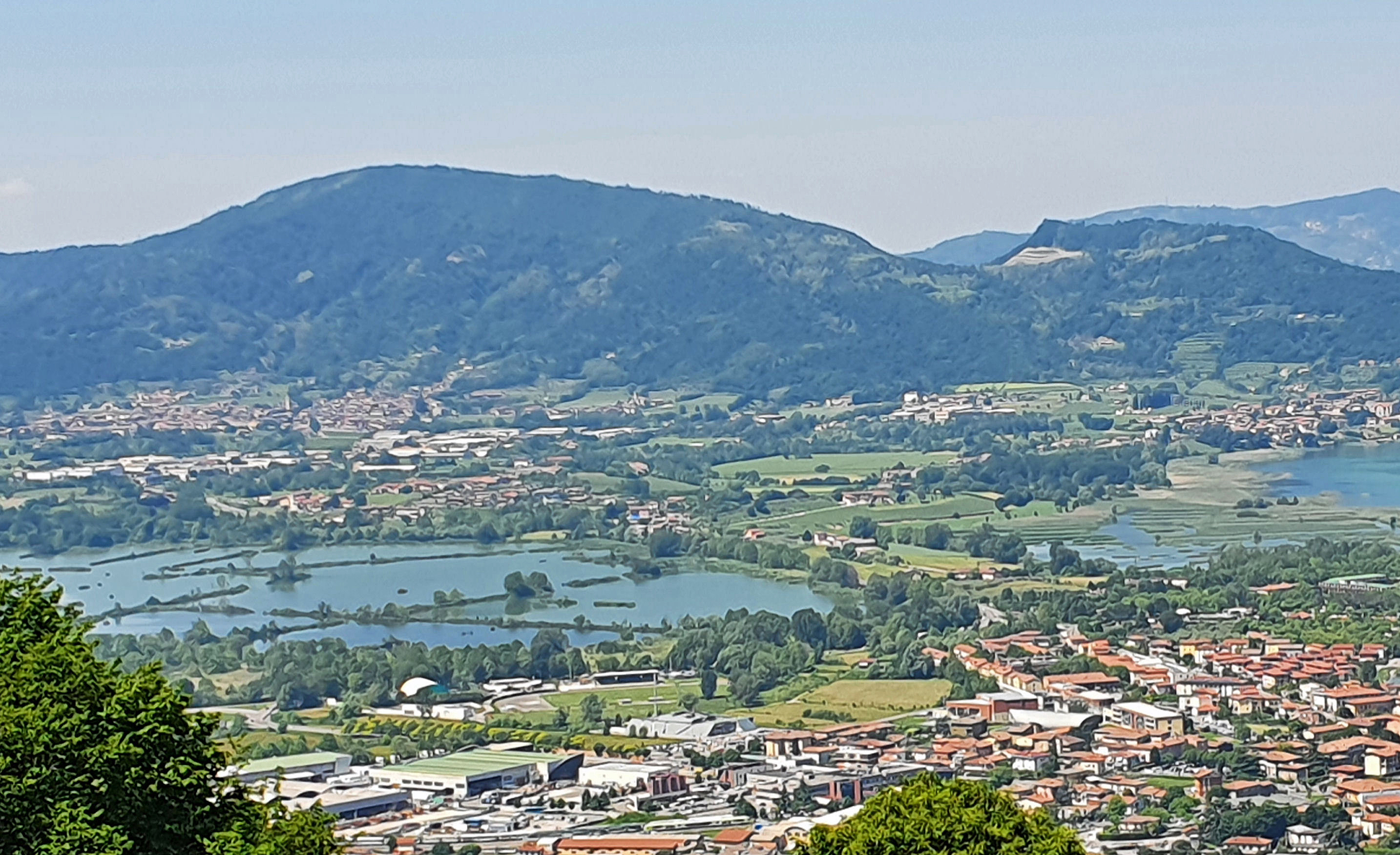
Torbiere del Sebino viste da Iseo.

Le Torbiere del Sebino d'Iseo si trovano in un territorio paludoso a sud del lago d'Iseo, a 185 m sul livello del mare e si estendono per una superficie di circa 350 ettari entro i limiti dei territori comunali di Iseo, Provaglio d'Iseo e Corte Franca, in provincia di Brescia. È un'area composta prevalentemente da canneti e specchi d'acqua circondati da campi coltivati da agricoltori locali. Nello specifico comprendono:
- le Lame: una distesa di canali e vasche di acqua profilati da argini nella parte meridionale del lago d'Iseo, caratterizzata dalla presenza di fitti canneti e vegetazione molto varia formatasi dopo molti anni di scavi per ricercare la torba;
- le Lamette: una sorta di acquitrino che si trova proprio a diretto contatto con il lago d'Iseo tra i paesi di Iseo e Clusane;
- alcune vasche a sud e ad ovest (risultato degli scavi di depositi argillosi) e alcuni prati e zone coltivate dagli agricoltori locali.

Il fattore essenziale per il mantenimento delle Torbiere è l'acqua; si fa necessario l'intervento umano per evitare abbassamenti di livello che provocherebbero la scomparsa, totale o parziale, della vegetazione acquatica con ripercussioni drammatiche sul popolamento faunistico rompendo le catene alimentari impossibili da ricostruire, con l'inevitabile fine di quella fauna pregiata che può vivere solo in ambienti ecologicamente ben equilibrati. 

## Fauna

### Ittiofauna
Le specie ittiche autoctone e non, presenti nella riserva naturale delle Torbiere del Sebino sono: il luccio (Esox lucius), la tinca (Tinca tinca), la scardola (Scardinius erythrophthalmus), la carpa (Cyprinus carpio), il pesce gatto (Ameiurus melas), introdotto nella riserva circa 35 anni fa, l'anguilla (Anguilla anguilla), il persico reale (Perca fluviatilis), il persico sole (Lepomis gibbosus), il persico trota (Micropterus salmoides), conosciuto anche come boccalone e introdotto 50 anni fa, l'alborella (Alburnus arborella) e il vairone (Leuciscus multicellus).
A causa dell'introduzione del pesce gatto, specie molto vorace e prolifico che una volta adulto ha ben pochi rivali, la struttura dell'ittiofauna della riserva ha subito una profonda modifica: attualmente è composta per metà da tale pesce, mentre le altre specie sono diminuite e presentano processi di senescenza.
Recentemente è stata rilevata anche la presenza nelle torbiere di un altro pesce considerato un superpredatore, il siluro (Silurus glanis). Questa specie, introdotta nelle acque della riserva in modo del tutto illegale, è originaria dei grandi fiumi dell'est europeo, può raggiungere dimensioni enormi ed è decisamente dannosa per l'equilibrio di qualsiasi ecosistema acquatico, a maggior ragione se si tratta di un ambiente ristretto quale quello di una riserva naturale come le torbiere.

### Avifauna

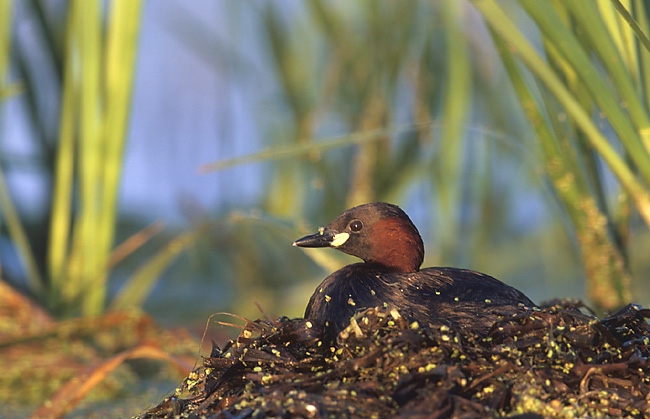
Un esemplare di Tachybaptus ruficollis

Nella riserva l'avifauna è presente con numerose specie di volatili, stanziali e migratori, fra i quali il tuffetto (Tachybaptus ruficollis), il porciglione (Rallus aquaticus), il gabbiano (Laridae), il cannareccione (Acrocephalus arundinaceus), il migliarino di palude, la nitticola, la cannaiola verdognola (Acrocephalus palustris), la marzaiola (Anas querquedula), il voltolino (Porzana porzana), il forapaglie (Acrocephalus schoenobaenus), il pendolino, la folaga (Fulica atra), il cuculo (Cuculus canorus), il germano reale (Anas platyrhynchos), la gallinella d'acqua (Gallinula chloropus) e l'usignolo (Luscinia megarhynchos) di fiume.

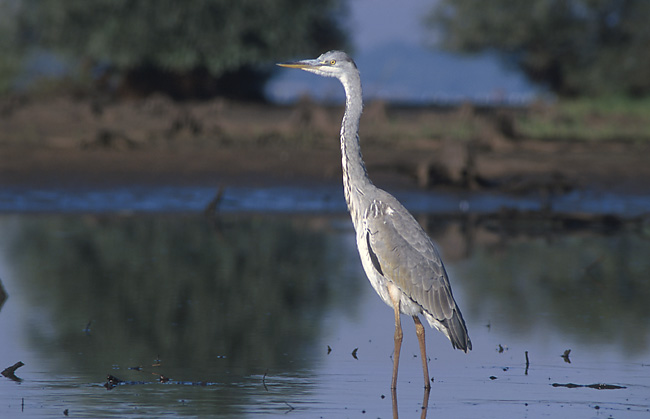
Ardea cinerea

La stessa parte è interessata, poi, da specie che svernano soltanto o si fermano nel corso delle loro migrazioni; si tratta di individui delle specie sopracitate (che però nidificano altrove), per esempio le folaghe che, nei periodi invernali, raggiungono le mille presenze; o di specie diverse, come svassi (Podiceps cristatus), aironi (Ardeidae), anatidi (Anatini).
È inoltre possibile avvistare falchi di varie specie, mentre in inverno è tipica l'attività migratoria che attira numerose altre specie fra le quali vanno citati i moriglioni (Aythya ferina), le alzavole (Anas crecca), i mestolini e tantissimi altri.
Nella zona della fascia perimetrale della riserva predomina il canneto, ove nidificano il tarabusino (Ixobrychus minutus), l'airone rosso, il falco di palude, la salciaiola (Locustella luscinioides), la cannaiola (Acrocephalus scirpaceus), il basettino (Panurus biarmicus), il migliarino di palude, ecc. mentre sugli alberi isolati, vicino all'acqua è possibile vedere il pendolino che oltre ad essere nidificante, trova qui un ottimo sito di svernamento con un significativo numero di individui.
La zona periferica della Torbiera è caratterizzata da campi coltivati, vigneti e filari di alberi dove nidificano tutte le specie caratteristiche delle siepi di campagna (fringuelli (Fringilla coelebs), capinere, verdoni, ecc.). Le specie invece che necessitano di acque basse (limicoli, volpoca) scarseggiano nelle Torbiere del Sebino per mancanza di questo habitat.
Regolari sono anche i rilevamenti della poiana (Buteo buteo) e dello sparviere (Accipiter nisus) che nidificano nelle zone limitrofe. 
Inoltre, davanti all'entrata della riserva (luogo dove si parcheggiano le auto), è consigliabile scrutare le pareti rocciose, dirupi scoscesi con vegetazione xerofila, che in differenti stagioni ospitano presenze di grande interesse quali il sordone (Prunella collaris), il passero solitario, il picchio muraiolo (Sitta europaea), lo zigolo muciatto e l'occhiocotto (Sylvia melanocephala).
La varietà di uccelli presenti attira molti appassionati di bird watching che frequentano assiduamente la riserva armati di binocolo.

### Mammiferi

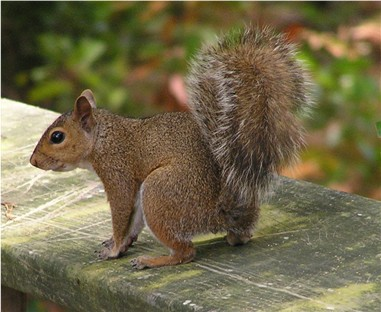
Un esemplare di Sciurus carolinensis

La presenza dei mammiferi nella riserva è da sempre fortemente condizionata dalla ristrettezza dell'area protetta, dalla massiccia presenza di strade e centri abitati e, non meno importante, dalla mancanza di un vero e proprio bosco, di primaria importanza per l'insediamento in pianta stabile di mammiferi di taglia medio grande. Questi fattori condizionano pesantemente la possibilità di vita per tutti i mammiferi di medie e grandi dimensioni che popolano la riserva naturale del Sebino, presenti infatti in ridottissime quantità. Non vi sono particolari problemi invece per i cosiddetti micromammiferi, termine col quale si indica genericamente piccoli mammiferi appartenenti agli ordini di insettivori (quali ad esempio i toporagni), i roditori (come il topolino delle risaie) e i pipistrelli (Chiroptera).
La presenza di queste specie è stata indagata negli anni 1992-1993 dalle guardie ecologiche della Provincia di Brescia, con la supervisione degli esperti del Centro Studi Naturalistici Bresciani. La presenza di questi piccoli animali in torbiera si è rivelata comunque modesta tranne che per il surmolotto (Rattus norvegicus) (meglio conosciuto come ratto domestico), un dato piuttosto preoccupante visto che la specie in questione è molto invadente ed aggressiva nei confronti di tutte le altre specie di micromammiferi. Non è raro anche l'avvistamento di alcune specie di roditori quali lo scoiattolo.
Dalla ricerca è inoltre emerso che la maggior parte dei piccoli mammiferi è concentrata nelle ridottissime zone a bosco e nei fossi e nei campi della campagna limitrofa alla riserva. In totale sono state trovate 3 specie di insettivori: il toporagno comune, il crocidura minore e il crocidura ventre bianco; 5 roditori: il topo selvatico, l'arvicola di Savi (Microtus savii), il moscardino (Muscardinus avellanarius), il topolino delle risaie (Micromys minutus) e l'arvicola d'acqua (Arvicola terrestris). La presenza di queste ultime due specie animali è particolarmente significativa, dato che si tratta di animali strettamente legati alle zone umide. Il topolino delle risaie infatti, è una specie tipica del canneto, che si è poi adattata a vivere anche nelle colture cerealicole. È il più piccolo roditore europeo e misura circa 10 cm fra corpo e coda prensile, con la quale è in grado di arrampicarsi agilmente sui fili d'erba. Il topolino delle risaie costruisce il suo nido proprio fra i ciuffi di erbe palustri, a poche decine di centimetri da terra, dove alleva fino a 6 piccoli per volta.

### Odonatofauna
Con questo termine si indicano gli insetti conosciuti comunemente con il nome di libellule. Una ricerca condotta da Fausto Leandri ha evidenziato che tuttora le Torbiere possono vantare una biodiversità apprezzabile: sono infatti oltre 30 le specie osservate durante censimenti recenti . Tra queste citiamo  l’obelisco violetto (Trithemius annulata), la codazzurra comune (Ischnura elegans), la scintilla zamperosse (Ceriagrion tenellum), il dragone autunnale (Aeshna mixta) e la libellula frontenera (Libellula fulva).

### Erpetofauna
Rientrano in questa classificazione gli anfibi e i rettili. 
Tra i rettili si può trovare la biscia d'acqua (Natrix natrix), la Lucertola muraiola (Podracis muralis) e il Ramarro (Lacerta viridis). 
Tra gli anfibi si distinguono la Rana di Lataste (Rana latastei), la Rana Verde (Rana esculenta), la Raganella (Hyla Intermedia) e il Tritone Crestato Italiano ( Triturus carnifex).

## Specie alloctone
Le specie alloctone, o aliene, in accezione biologica sono delle specie animali o vegetali introdotte dall’uomo al di fuori del loro habitat originario, dove spesso riescono ad adattarsi e riprodursi a danno delle specie autoctone (native).Nella riserva risiedono tre principali specie alloctone: 
- Il siluro (Silurus glanis) è un pesce di acqua dolce europeo;
- Il gambero rosso della Louisiana ( Procambarus clarkii) si adatta a tutti i tipi di habitat acquatici;
- La tartaruga americana dalle orecchie rosse (Trachemys scripta elegans) originaria del centro e sud degli Stati Uniti.

## Flora

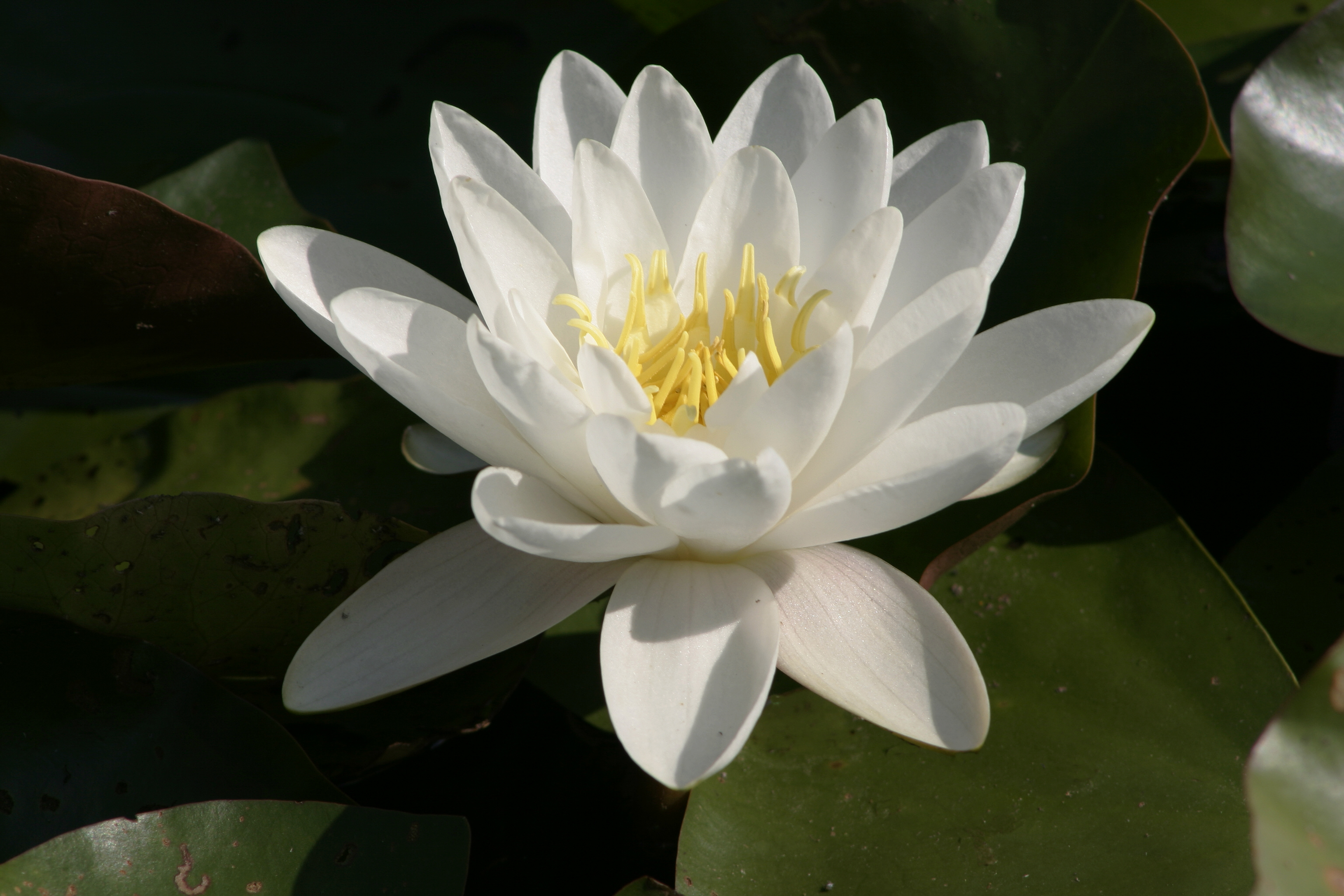
Nymphaea

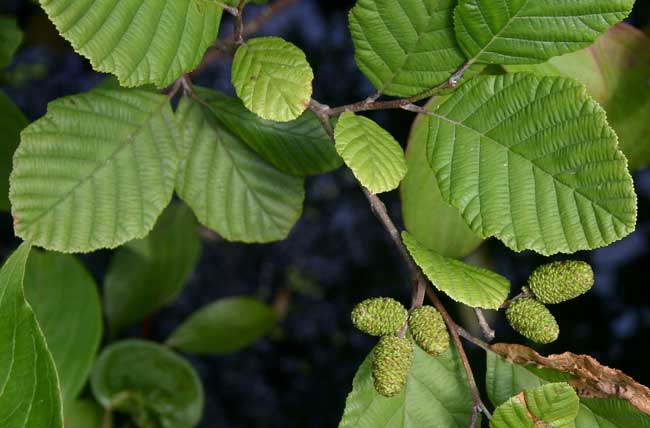
Foglie di ontano

Il quadro vegetazionale della riserva è caratterizzato e dominato dalla cannuccia di palude, da diverse specie di giunchi e da altre specie. Fra le specie vegetali la più vistosa è indubbiamente la ninfea bianca (Nymphaea) che durante la fioritura, da maggio a settembre, offre uno spettacolo incomparabile sulle acque delle torbiere, oltre al meno comune nannufaro giallo.
Rilevante è la presenza di specie di notevole valore floristico quali l'erba scopina (Hottonia palustris), la Sagittaria (Platyphylla), il giunco fiorito (Butomus umbellatus), il trifoglio d'acqua (Menyanthes trifoliata), una pianta acquatica perenne a rischio di estinzione costituita da sottili fusti prostrati ricoperti da foglie allungate verde oliva riuniti in ciuffi, l'aglio palustre (Allium angulosum), la felce palustre (Thelipteris palustris) ed altre ancora. Una curiosità è rappresentata dalla utricolaria o erba vescica (Utricularia australis), specie acquatica annuale dai fiori giallo oro con fusti flessuosi provvisti di foglie, per la maggior parte trasformate in vescicole, delle quali la pianta si serve per galleggiare sull'acqua e per catturare microorganismi. La vegetazione arborea delle torbiere, da ultimo, è caratterizzata da ontani (Alnus) (tipici delle zone umide), pioppi (Populus), platani (Platanus) (in filari di vecchia data) e salici (Salix).

## Itinerari turistici
La riserva naturale propone tre percorsi,
- Percorso sud: collega gli ingressi da Corte Franca al Monastero di San Pietro in Lamosa. Percorrendo parte della pista ciclabile Brescia-Paratico, è possibile costeggiare la Riserva Naturale delle Torbiere del Sebino. Questo tragitto è caratterizzato dalla presenza di piccoli laghetti. Lunghezza complessiva: 4km. Tempo di percorrenza 2-3 ore[4].

- Percorso centrale: attraversa da un capo all'altro il bacino della riserva grazie a un sistema di pontili creando due percorsi ad anello tra percorso Sud e Percorso Nord, molto suggestivo.

- Percorso nord: partendo dall'entrata di Iseo nei pressi dello stadio, esso si dirama in due bracci, uno si ricollega al Percorso Sud a Corte franca, l'altro attraversando un'area boscosa. Si ricollega al percorso Centrale e Sud a Provaglio.  Lunghezza complessiva: 5 km circa. Tempo di percorrenza 3-4 ore[4].

Le lamette non sono accessibili, ma osservabili dall'alto, ovvero da un sinuoso profilo morenico che separa le due zone (è consigliabile l'uso del cannocchiale); per raggiungerle si consiglia di seguire le indicazioni per la trattoria Cascina Doss.
Per coloro che invece vogliono coniugare aspetti naturalistici e culturali, si suggerisce una visita al Monastero di San Pietro in Lamosa o l'itinerario molto panoramico del monte della Madonna del Corno (506 m s.l.m) (seguire le indicazioni dal centro di Provaglio d'Iseo per la chiesetta della Madonna del Corno), da cui si possono osservare la Franciacorta, le Torbiere ed il lago d’Iseo.

## Tradizioni enogastronomiche
La vicinanza alla celebre Franciacorta, consente di gustare menù eno-gastronomici assai prelibati in svariate trattorie e ristoranti; inoltre negli ultimi anni proprio la presenza di uno scenario agro-viticolo ha favorito la nascita di diversi complessi agrituristici, nei quali è possibile associare la degustazione di ottimi vini e spumanti alla possibilità di escursioni di trekking, mountain bike (in riserva solo lungo la ciclabile Brescia-Paratico) e (trekking equestri non permessi per regolamento all'interno della riserva). 

## Accessi
La Riserva si trova sulla sponda meridionale del lago d'Iseo.
Per chi proviene da Milano, dall'autostrada A4 deve uscire al casello di Rovato e seguire le indicazioni per il lago d'Iseo, dopo Cremignane si costeggerà la riserva sulla destra, si dovranno quindi seguire le indicazioni per Provaglio d'Iseo finché si vedrà sulla destra l'entrata segnalata da un cartello, e di fronte si potrà parcheggiare l'auto ai piedi del monte.
Per chi proviene da Venezia dalla A4 può uscire ai caselli di Brescia centro, Brescia ovest o Ospitaletto e seguire le indicazioni per il lago d'Iseo. Arrivati a Camignone (frazione di Passirano) si vedrà una collina sulla destra, si prosegue a destra seguendo le indicazioni per Provaglio d'Iseo. La riserva è accessibile tramite tre accessi autorizzati, il primo ingresso si trova seguendo La strada Provinciale XI, tra Provaglio e Iseo nei pressi del Monastero di S. Pietro in Lamosa, con la possibilità di parcheggiare sulla sinistra e sulla destra, il secondo nei pressi dello stadio di Iseo in via Gorzoni dall'altro lato della strada, lasciando l'automobile nel parcheggio del centro commerciale Le Torbiere di Corte Franca, partendo dalla Bacheca informativa si prosegue per via Segaboli raggiungendo il terzo ingresso; Questo nello specifico permette di accedere all'unico tratto dei percorsi della riserva (percorso Sud in specifico) accessibile sia a piedi che in bicicletta, in quanto facente parte per un segmento della ciclabile Brescia-Paratico (naturalmente questi tre accesi non valgono per i ciclisti che hanno l'obbligo di percorrere la parte del tragitto della Brescia-Paratico).
Le Torbiere sono raggiungibili anche in treno, usufruendo della ferrovia Brescia-Iseo-Edolo e scendendo alla stazione di Provaglio-Timoline.

## Informazioni utili
Per i non residenti l'accesso è a pagamento. Il biglietto dell'importo simbolico di 1€ a persona, è acquistabile da degli erogatori posti agli ingressi principali e presso degli esercizi commerciali convenzionati. L'erogatore non dà resto e non sono acquistabili più biglietti inserendo cifre maggiori, funzionante solo con moneta da 1€.
Per i cittadini residenti nei comuni di Corte Franca, Iseo e Provaglio d'Iseo, l'ingresso alla riserva è gratuito, previa esibizione del documento di identità. 
Gli utenti disabili sono esentati dall'obbligo dell'acquisto del ticket di ingresso. 

### Visite guidate
È possibile prenotare visite guidate presso la riserva in tutti i periodi dell'anno. Per i numeri di persone superiori a 8 è obbligatorio entrare accompagnati da una guida della riserva.

### Orari
La riserva è accessibile ogni giorno dell'anno, festivi compresi, dall'alba al tramonto. Le visite notturne sono possibili sole su autorizzazione e limitatamente a fini didattici e di ricerca. 

## Galleria d'immagini

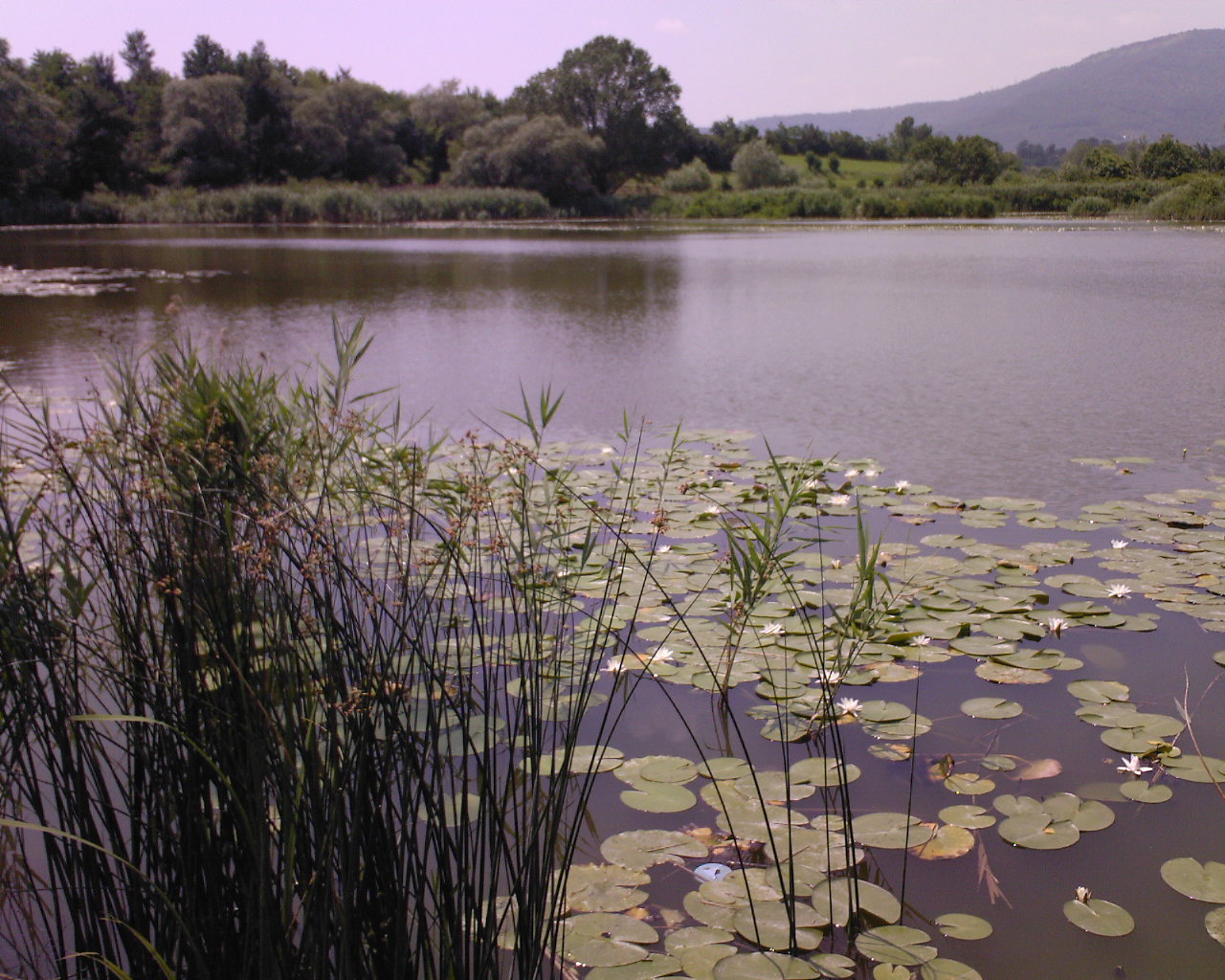
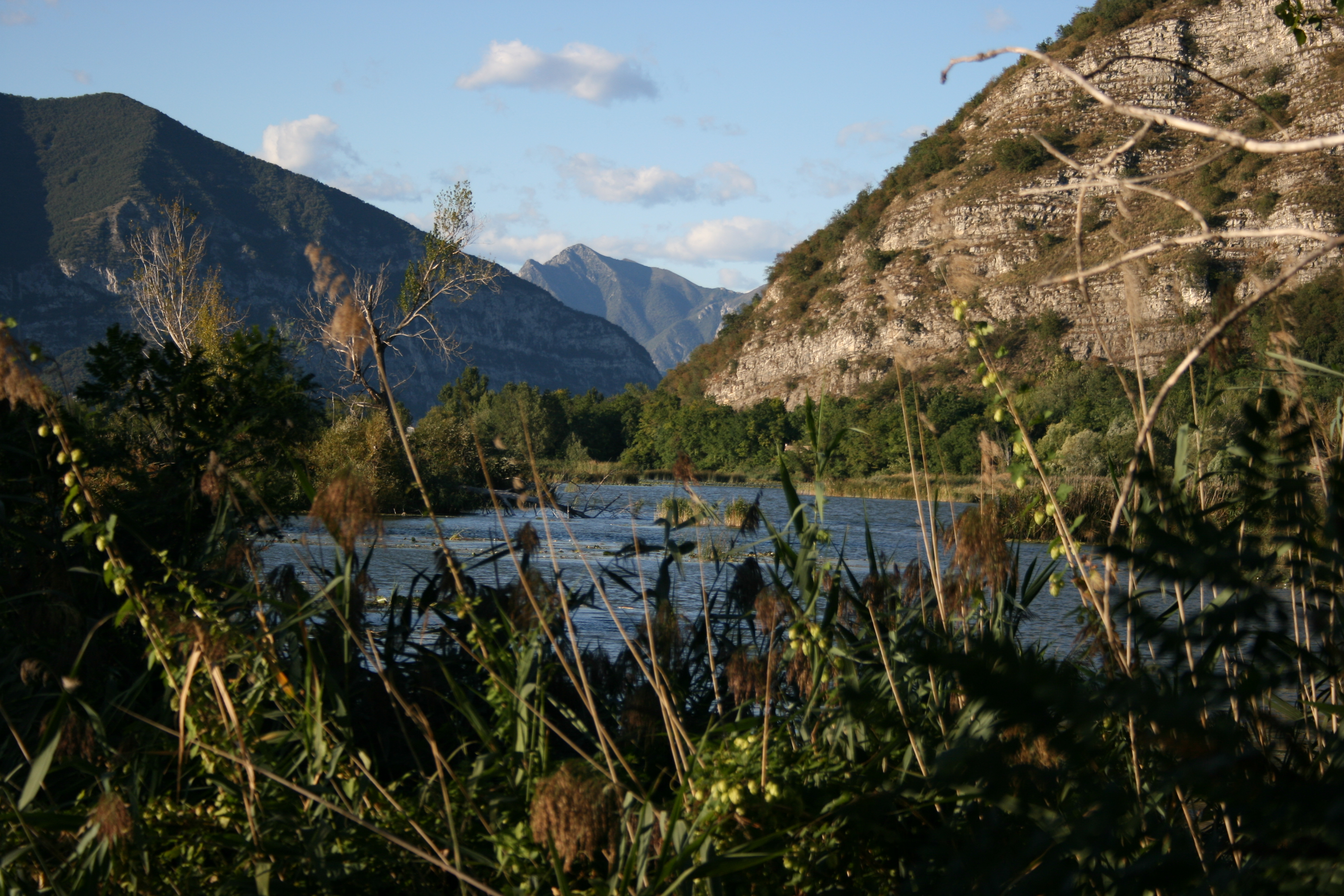
Panorama
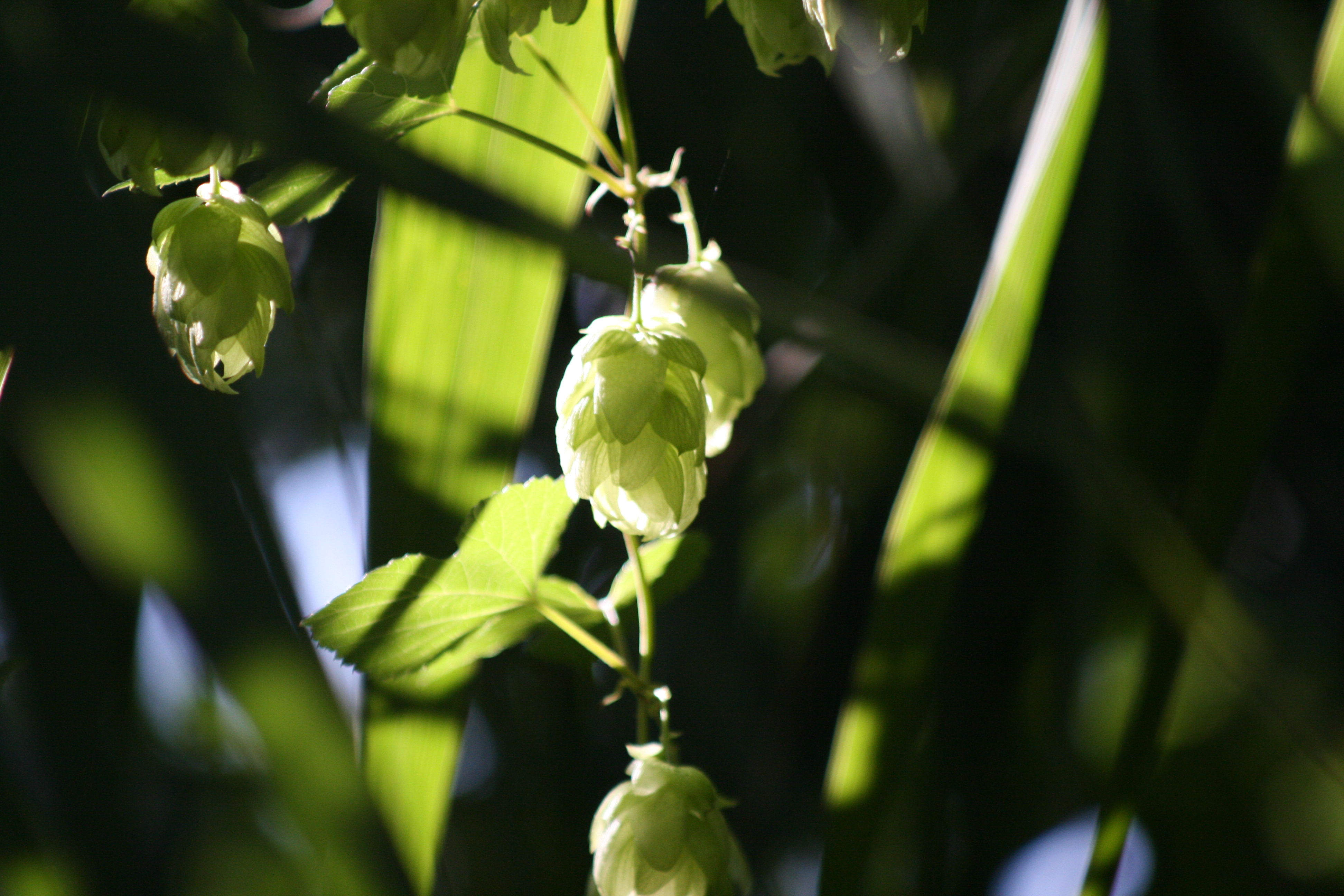
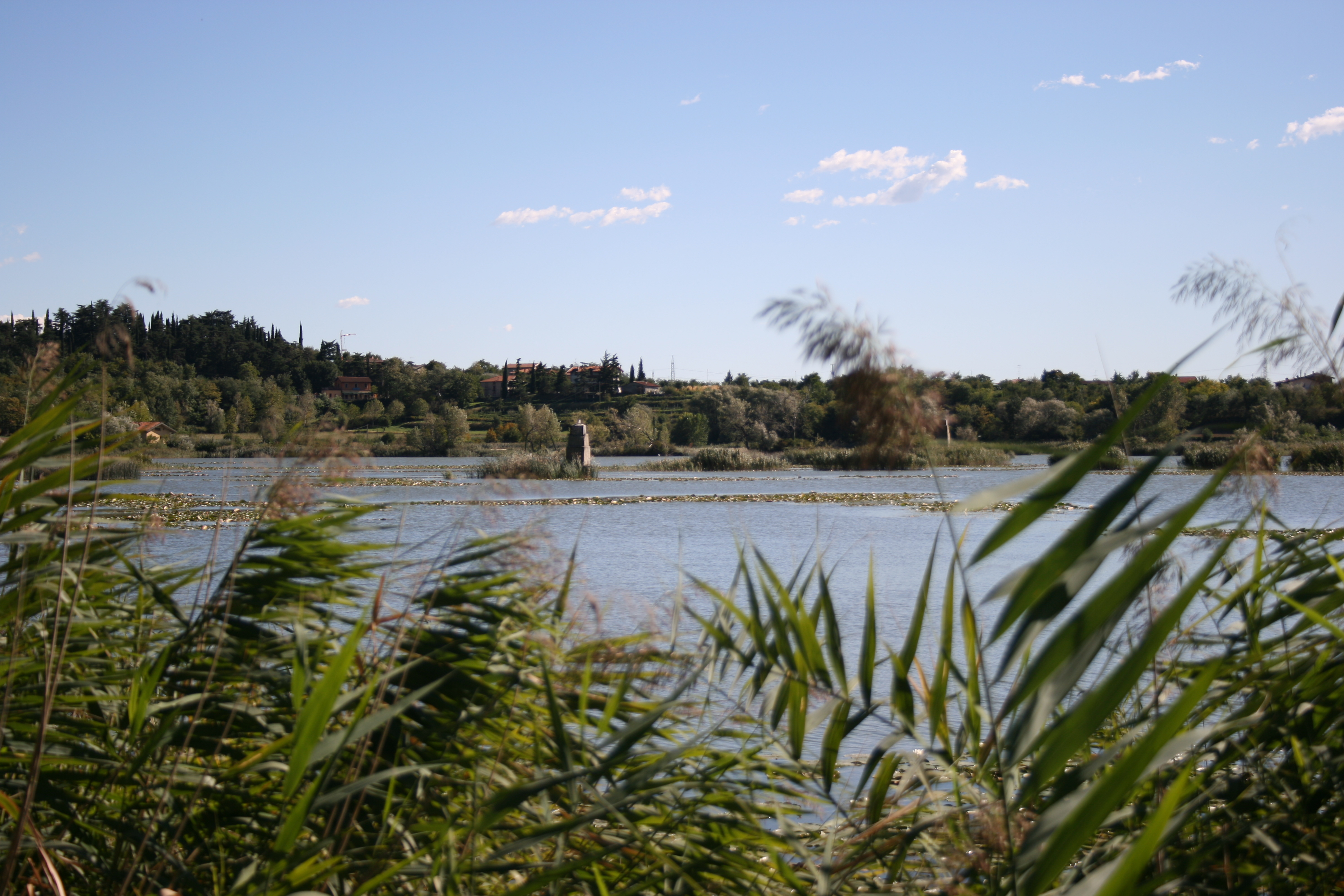
Veduta
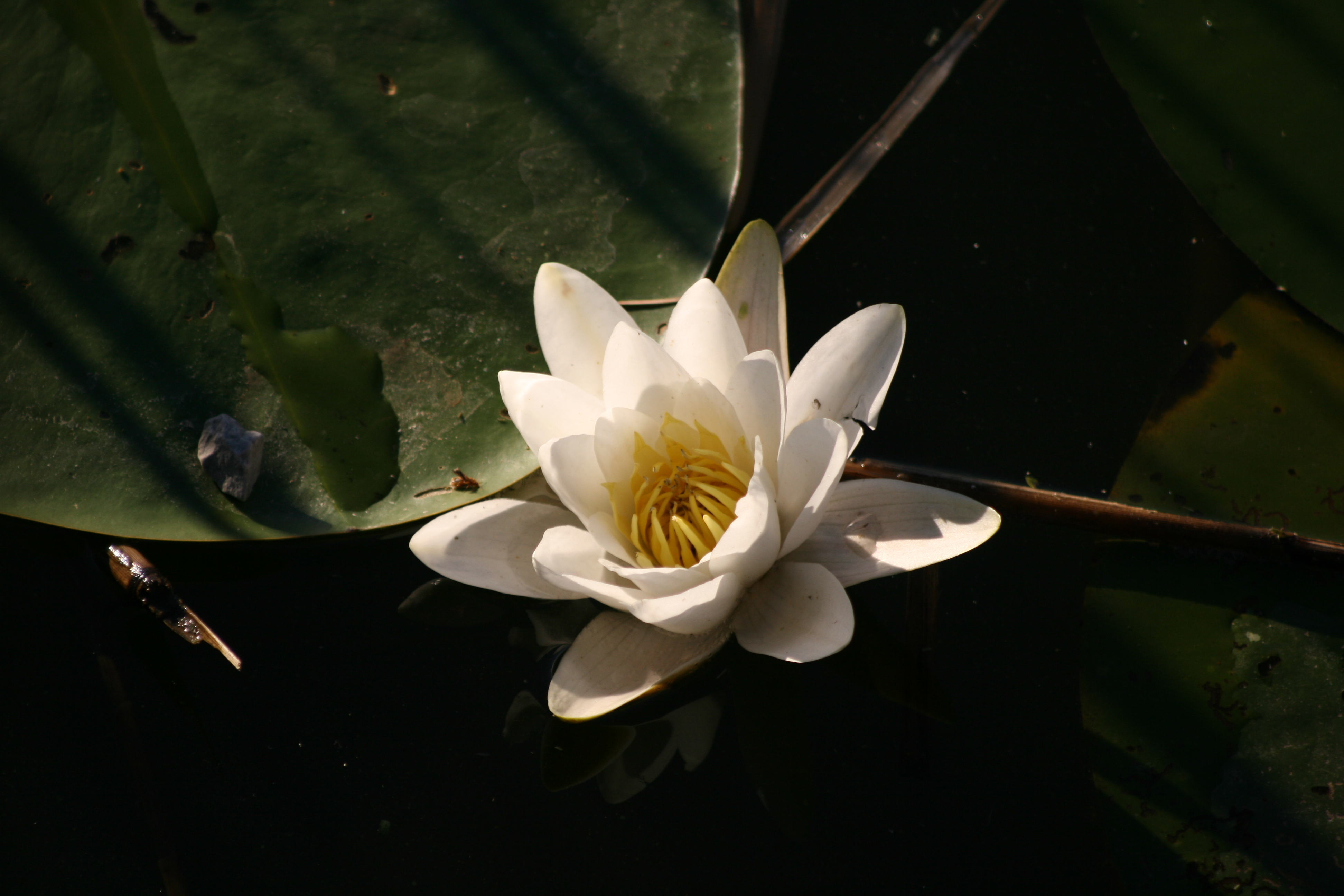
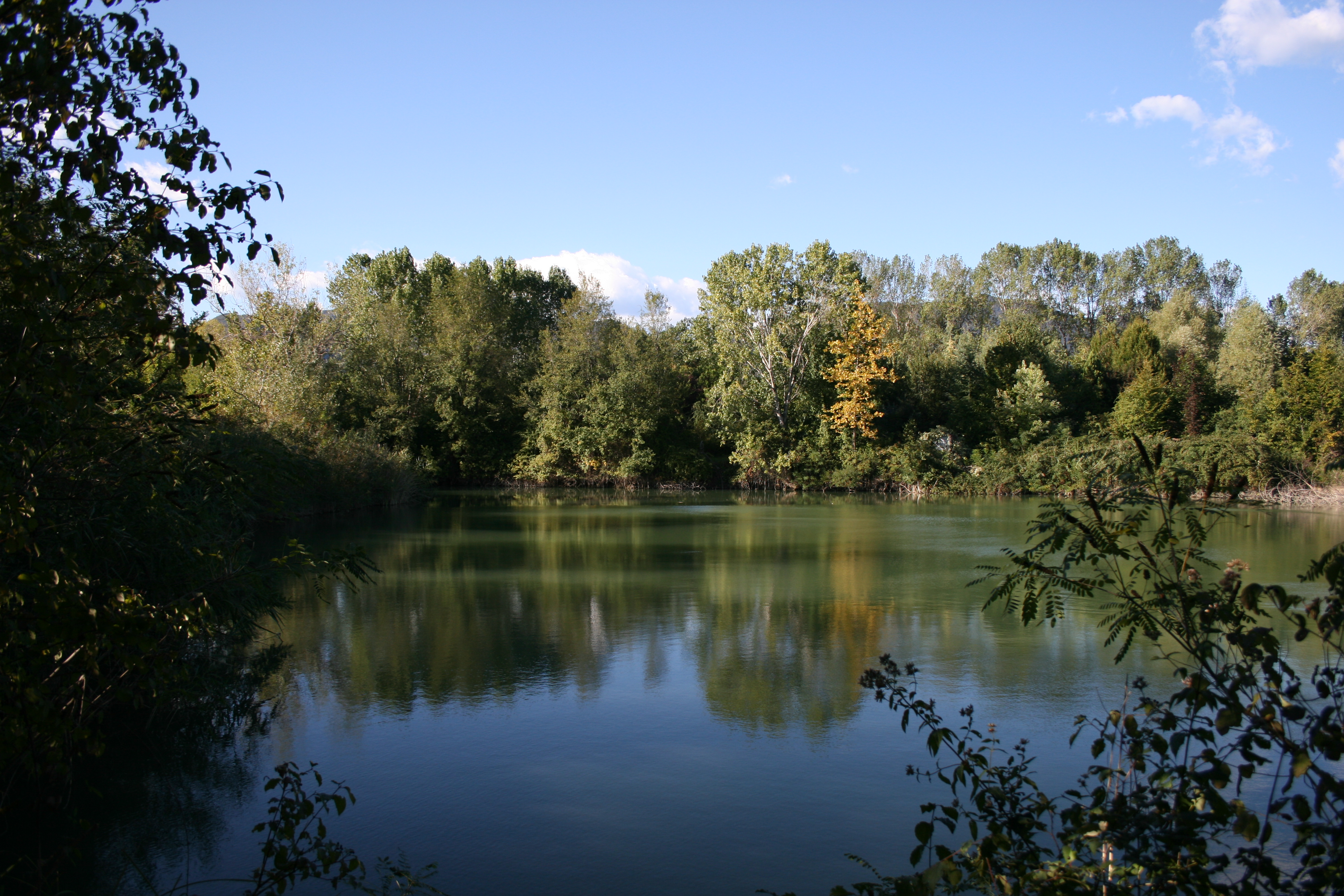
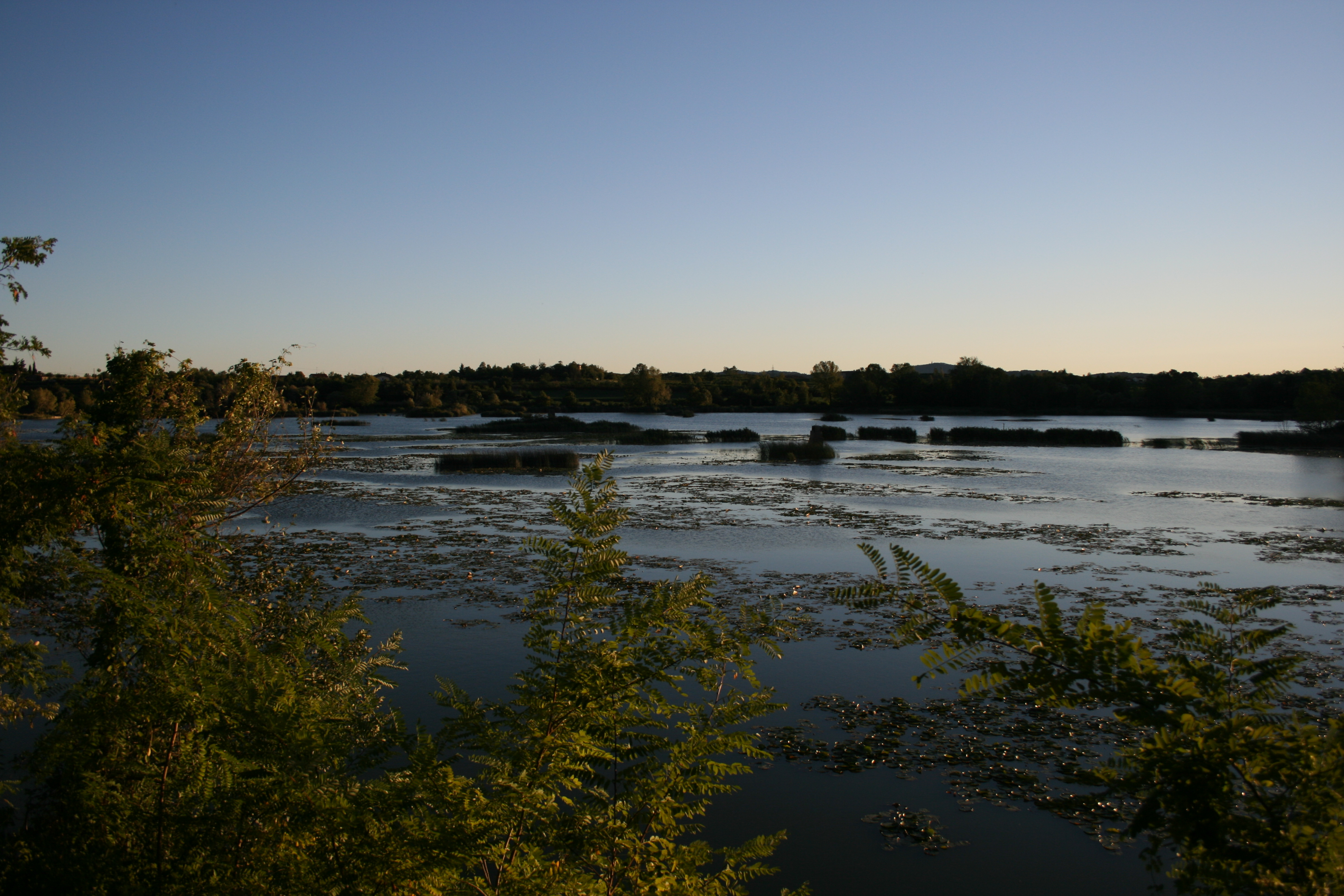
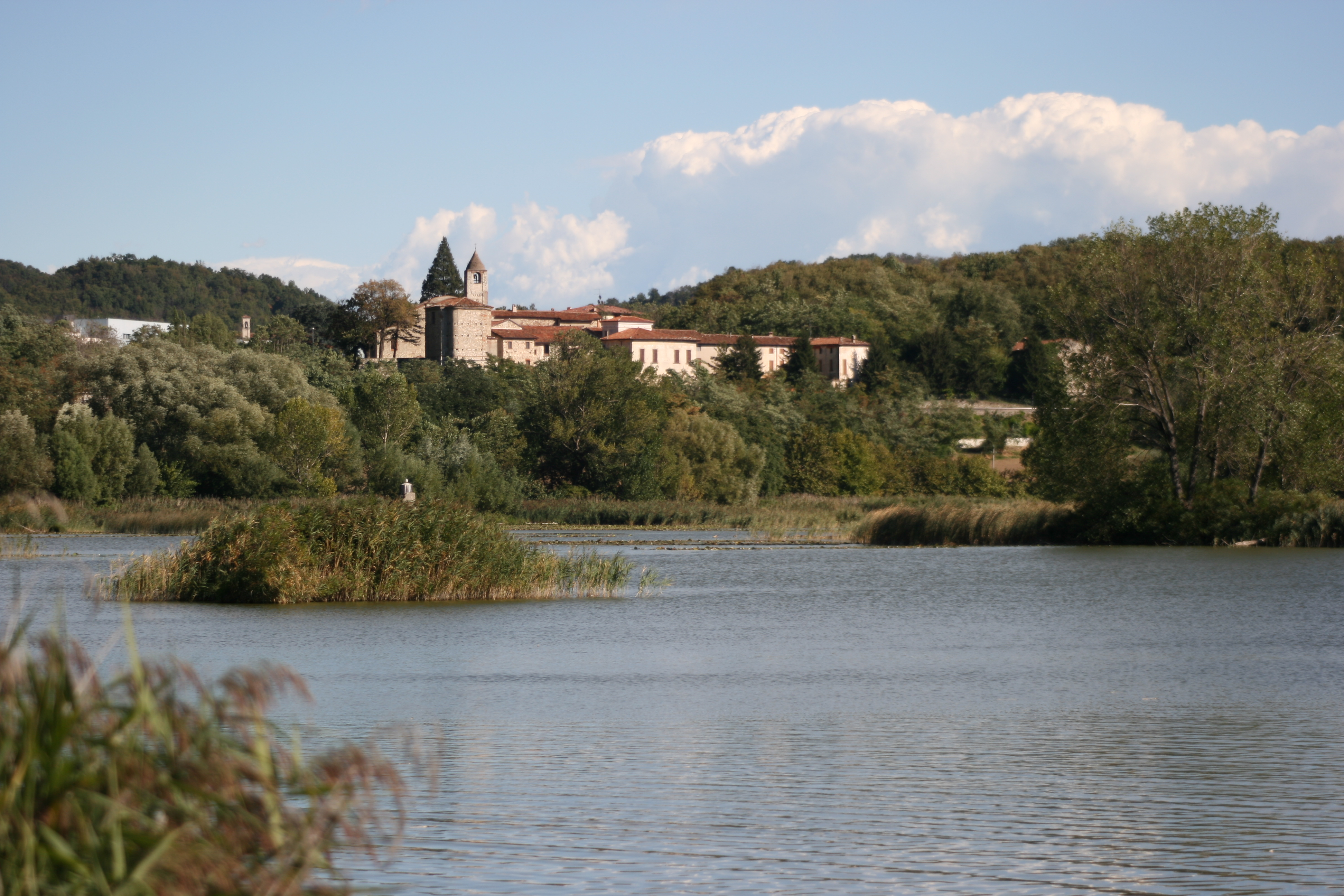
San Pietro in Lamosa
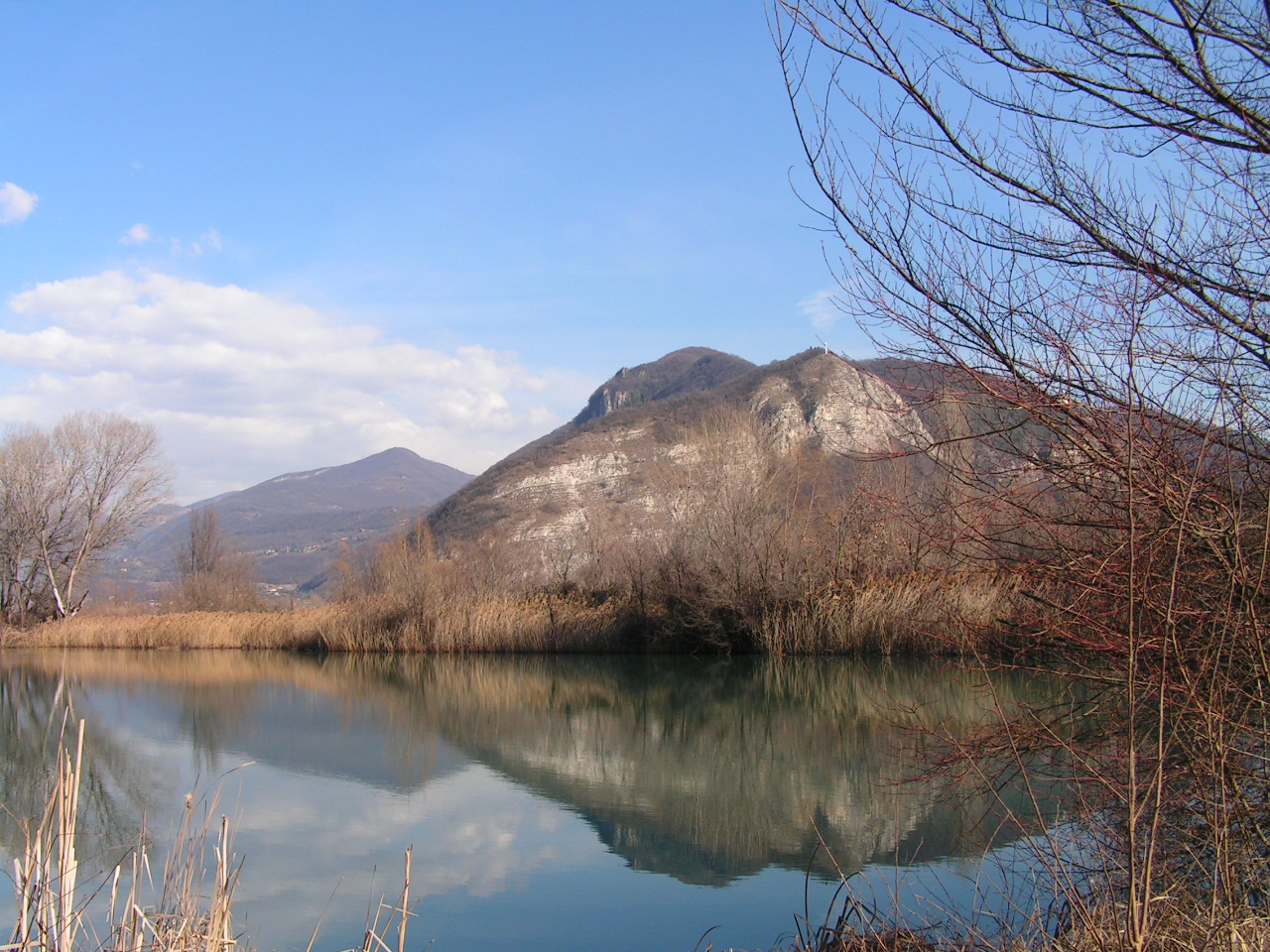